# کنستانتین یکم، شاه ارمنستان
کنستانتین یکم، شاه ارمنستان (ارمنی: Կոստանդին Ա؛ زاده ۱۱ ژانویهٔ ۱۲۷۷– درگذشته 1310)، شاه ارمنی کیلیکیه از سال ۱۲۹۸ تا ۱۲۹۹ میلادی بود که پس از وی، لئو سوم، به تاج و تخت ارمنستان رسید. او پسر لئو دوم ارمنستان و کیرانا د لامپرون بود و بخشی از دودمان هتومی بود.
او به برادرش سمبات کمک کرد تا تاج و تخت را در سال ۱۲۹۶به دست آورد، اما دو سال بعد در سال ۱۲۹۸ به برادر بزرگترش هتوم دوم سلطنت را اعاده کرد. او فرضاً طی مدت یکسالی که هتوم در زندان افتاده بود تا زمان رهایی اش جدا از حاکمیت بود. مدت کوتاهی پس از اینکه هتوم در سال ۱۲۹۹دوباره به تخت سلطنت نشست، کنستانتین توطئه کرد تا سمبات به قدرت بازگردد و به این ترتیب هر دو تا آخر عمر به زندان افتادند.